# Volo Miami Air 293
Il volo Miami Air 293 è stato un volo charter militare dalla Baia di Guantanamo alla Naval Air Station Jacksonville, negli Stati Uniti, operato da Miami Air International. Il 3 maggio 2019, il Boeing 737-800 che operava il volo è uscito di pista durante l'atterraggio, finendo nel fiume Saint Johns. Una persona è rimasta ferita. L'aereo è stato dichiarato non più utilizzabile, rendendola la 17^ perdita di un Boeing 737-800.

## L'aereo
Il velivolo coinvolto incidente era un Boeing 737-81Q, registrato N732MA, numero di serie 30618. Aveva volato per la prima volta il 12 aprile 2001 ed era entrato in servizio con Miami Air International poche settimane dopo, il 26 aprile 2001. Al momento dell'incidente, aveva volato per 38 928 ore e 57 minuti in 15 610 voli.

## L'incidente
Il volo Miami Air 293 era un volo charter passeggeri che trasportava personale militare e civile dalla baia di Guantanamo a Jacksonville. L'aereo, un Boeing 737-800, è uscito di pista all'aeroporto di arrivo, finendo nel fiume St. Johns mentre tentava di atterrare in condizioni meteorologiche avverse. I servizi di emergenza, tra cui oltre 50 vigili del fuoco, hanno salvato tutti i 136 passeggeri e i 7 membri dell'equipaggio.
L'aereo non è mai stato completamente sommerso; tuttavia, molti passeggeri nella parte anteriore e centrale dell'aereo erano immersi quando l'acqua salmastra è entrata attraverso le falle nella fusoliera. C'erano anche diversi centimetri di acqua nelle file sul retro dell'aereo. Una persona è rimasta ferita ed è stata trasportata in ospedale, senza gravi lesioni. Almeno tre animali domestici trasportati nella stiva dell'aeromobile sono morti. Le autorità erano preoccupate per la perdita di carburante nel fiume e hanno lavorato per contenerla.

### Le condizioni meteorologiche
Il METAR emesso alle 21:22 indicava "KNIP 040122Z 35004KT 5SM +TSRA BR SCT008 BKN018CB OVC030 24/22 A2998 RMK AO2 TSB04 FRQ LTGIC OHD TS OHD MOV E T1 SET P0010 T02440222 $", che significa:
- 35004KT: vento da 350° a 4 nodi (7,4 km/h);
- 5SM: visibilità 8 chilometri (5,0 mi);
- +TSRA BR: presenza di temporale (TS), pioggia (RA) e foschia (BR);
- SCT008: nuvole sparse a 800 piedi (240 m);
- BKN018CB: copertura con squarci a 1 800 piedi (550 m), con presenza di cumulonembi (CB);
- OVC030: nuvoloso a 3 000 piedi (910 m);
- 24/22: temperatura a 24 °C, punto di condensazione del vapore acqueo presente nell'aria a 22°.

## Le indagini
L'incidente è stato sotto investigazione da parte del National Transportation Safety Board (NTSB), di Boeing e della Marina degli Stati Uniti. Le prime relazioni dell'indagine si sono concentrate su un possibile guasto dell'inversore di spinta e sulla richiesta del pilota di cambiare pista.
L'inversore di spinta destro non era operativo al momento del decollo, ma ciò era consentito dalla lista degli equipaggiamenti minimi principali; questo rendeva entrambi gli inversori non disponibili dopo l'atterraggio.
Durante l'avvicinamento, il pilota ha contattato la torre di Jacksonville alle 21:22:19; il controllore ha consigliato al pilota di atterrare sulla pista 28. Le condizioni meteorologiche registrate alle 21:22 includevano forti piogge e temporali con vento da 350° a 4 nodi (7,4 km/h). I temporali erano iniziati alle 21:04. Sebbene sia stato consigliato all'equipaggio di atterrare sulla pista 28 (da Est a Ovest), lunga 2 700 metri (8 900 ft), il pilota ha chiesto se la direzione opposta (da Ovest a Est, denominata pista 10) fosse disponibile, alle 21:23:25; la torre ha avvisato il pilota che la pioggia stava aumentando a circa 8 chilometri dall'avvicinamento alla pista 10. Inoltre, l'uso si quella pista avrebbe ridotto la distanza di atterraggio disponibile a 2 400 metri (7 900 ft) a causa della soglia spostata risultante dalla presenza di dispositivi di arresto all'estremità Ovest della pista (disponibili quindi solo atterrando sulla numero 28).
Alle 21:24:55, il pilota ha di nuovo contattato via radio la torre per chiedere consiglio su quale pista utilizzare; il controllore ha detto che entrambe erano "piuttosto in pessime condizioni", ma i venti continuavano a favorire l'uso della 28. La torre ha guidato il pilota in una virata a destra verso una rotta di 10°, poi di 40°, e ha autorizzato la discesa a un'altitudine di 3 000 piedi (910 m) alle 21:26:11. Alle 21:30:03, il controllore ha avvisato il pilota che la tempesta si stava spostando verso Est, favorendo l'avvicinamento alla pista 10; quest'ultimo ha deciso quindi di cambiare pista. L'autorizzazione all'atterraggio è arrivata alle 21:39:49.
L'indagine ha mostrato che l'aereo è atterrato a circa 490 metri (1 610 ft) oltre la testata e ha virato a destra, distanziandosi di circa 23 metri (75 ft) dalla linea centrale in un punto a 1 900 metri (6 200 ft) di distanza dall'inizio della pista. A quel punto, l'aeromobile è uscito dalla superficie asfaltata, colpendo in seguito il terrapieno.
Una settimana dopo l'incidente, l'aereo è stato sollevato su una chiatta ed è stato trasferito al Reynolds Industrial Park a Green Cove Springs. Dopo un'indagine dell'NTSB, l'aereo è stato demolito. L'NTSB ha pubblicato un aggiornamento delle proprie indagini il 23 maggio 2019.
Il 4 agosto 2021, l'NTSB ha pubblicato il rapporto finale, attribuendo l'incidente alla mancanza di scanalature della pista, che ha causato l'aquaplaning in fase di atterraggio e una frenata insufficiente. L'incidente è stato aggravato dall'inadeguatezza delle linee guida della compagnia aerea per la valutazione della pista, dalla mancata interruzione dell'avvicinamento da parte dell'equipaggio di volo (che non era stabilizzato a causa del pesante carico di lavoro del comandante), dall'eccessiva velocità dell'aria in fase di atterraggio, dalla limitata esperienza del primo ufficiale su jet come il 737 e dall'incapacità dei piloti di azionare tempestivamente i freni; tuttavia, l'NTSB ha concluso che, anche se non si fossero verificati questi errori, l'aeromobile non sarebbe stato comunque in grado di fermarsi in tali condizioni avverse.